# Tuukka Anttila
Tuukka Anttila (ur. 13 stycznia 1980) – fiński siatkarz. Reprezentant kraju na międzynarodowych zawodach grający na pozycji środkowego.

## Osiągnięcia

### Liga Europejska
– 2. miejsce – 2005

## Kluby
- 1996–97 Rantaperkiön Isku
- 1997–98 Isku-Volley
- 1998–99 Kups-Volley
- 1999–00 Kups-Volley
- 2000–01 Rocks Helsinki
- 2001–06 Salon Piivolley
- 2006–08 Moerser SC
- 2008–2011 Salon Piivolley
- 2011- Hurrikaani-Loimaa